# Olympische Jugend-Sommerspiele 2010/Ringen
| Ringen bei den I. Olympischen Jugend-Sommerspielen | Ringen bei den I. Olympischen Jugend-Sommerspielen |
| Olympische Ringe · Ringen                          | Olympische Ringe · Ringen                          |
| Informationen                                      | Informationen                                      |
| -------------------------------------------------- | -------------------------------------------------- |
| Teilnehmer:                                        | 108 Athleten                                       |
| Datum:                                             | 15. August–17. August                              |
| Austragungsort:                                    | Suntec Singapore Convention and Exhibition Centre  |
| Wettkampfort:                                      | Singapur                                           |
| Entscheidungen:                                    | 14                                                 |
|                                                    | Nanjing 2014 →                                     |
| Olympische Ringe                                   | Ringen                                             |

| Olympische Jugend-Sommerspiele 2010 (Medaillenspiegel Ringen) | Olympische Jugend-Sommerspiele 2010 (Medaillenspiegel Ringen) | Olympische Jugend-Sommerspiele 2010 (Medaillenspiegel Ringen) | Olympische Jugend-Sommerspiele 2010 (Medaillenspiegel Ringen) | Olympische Jugend-Sommerspiele 2010 (Medaillenspiegel Ringen) | Olympische Jugend-Sommerspiele 2010 (Medaillenspiegel Ringen) |
| Platz                                                         | Mannschaft                                                    | Goldmedaillen                                                 | Silbermedaillen                                               | Bronzemedaillen                                               | Gesamt                                                        |
| ------------------------------------------------------------- | ------------------------------------------------------------- | ------------------------------------------------------------- | ------------------------------------------------------------- | ------------------------------------------------------------- | ------------------------------------------------------------- |
| 01                                                            | Aserbaidschan                                                 | 4                                                             | 1                                                             | —                                                             | 5                                                             |
| 02                                                            | Russland                                                      | 3                                                             | —                                                             | 2                                                             | 5                                                             |
| 03                                                            | Japan                                                         | 2                                                             | —                                                             | —                                                             | 2                                                             |
| 04                                                            | Türkei                                                        | 1                                                             | 1                                                             | 1                                                             | 3                                                             |
| 05                                                            | Kasachstan                                                    | 1                                                             | —                                                             | 1                                                             | 2                                                             |
| 0                                                             | Kirgisistan                                                   | 1                                                             | —                                                             | 1                                                             | 2                                                             |
| 07                                                            | Kanada                                                        | 1                                                             | —                                                             | —                                                             | 1                                                             |
| 0                                                             | Mongolei                                                      | 1                                                             | —                                                             | —                                                             | 1                                                             |
| 09                                                            | Kuba                                                          | —                                                             | 2                                                             | —                                                             | 2                                                             |
| 10                                                            | Indien                                                        | —                                                             | 1                                                             | 1                                                             | 2                                                             |
| 0                                                             | Iran                                                          | —                                                             | 1                                                             | 1                                                             | 2                                                             |
| 0                                                             | Türkei                                                        | —                                                             | 1                                                             | 1                                                             | 2                                                             |
| 13                                                            | Ägypten                                                       | —                                                             | 1                                                             | —                                                             | 1                                                             |
| 0                                                             | Volksrepublik China                                           | —                                                             | 1                                                             | —                                                             | 1                                                             |
| 0                                                             | Moldau                                                        | —                                                             | 1                                                             | —                                                             | 1                                                             |
| 0                                                             | Südkorea                                                      | —                                                             | 1                                                             | —                                                             | 1                                                             |
| 0                                                             | Tadschikistan                                                 | —                                                             | 1                                                             | —                                                             | 1                                                             |
| 0                                                             | Vereinigte Staaten                                            | —                                                             | 1                                                             | —                                                             | 1                                                             |
| 19                                                            | Usbekistan                                                    | —                                                             | —                                                             | 3                                                             | 3                                                             |
| 20                                                            | Armenien                                                      | —                                                             | —                                                             | 1                                                             | 1                                                             |
| 0                                                             | Finnland                                                      | —                                                             | —                                                             | 1                                                             | 1                                                             |
| 0                                                             | Georgien                                                      | —                                                             | —                                                             | 1                                                             | 1                                                             |

Bei den Olympischen Jugend-Sommerspielen 2010 in Singapur wurden vom 15. bis 17. August 2010 14 Wettbewerbe im Ringen ausgetragen.

## Jungen Griechisch Römisch

### Bis 42 kg
Die Wettkämpfe wurden am 15. August ausgetragen.
| Platz | Land          | Athlet               |
| ----- | ------------- | -------------------- |
| 1     | Aserbaidschan | Murad Bazarov        |
| 2     | Kuba          | Yosvanys Peña Flores |
| 3     | Kasachstan    | Aqan Baimaghanbetow  |

### Bis 50 kg
Die Wettkämpfe wurden am 15. August ausgetragen.
| Platz | Land          | Athlet               |
| ----- | ------------- | -------------------- |
| 1     | Aserbaidschan | Elman Muxtarov       |
| 2     | —             | nicht vergeben       |
| 3     | Kirgisistan   | Schadybek Sulaimanow |

Nurbek Haqqulov aus Usbekistan wurde die Silbermedaille aberkannt, nachdem er positiv auf Doping getestet wurde.

### Bis 58 kg
Die Wettkämpfe wurden am 15. August ausgetragen.
| Platz | Land        | Athlet             |
| ----- | ----------- | ------------------ |
| 1     | Kirgisistan | Urmatbek Amatow    |
| 2     | Ukraine     | Oleksandr Lytwynow |
| 3     | Russland    | Artur Suleimanow   |

### Bis 69 kg
Die Wettkämpfe wurden am 15. August ausgetragen.
| Platz | Land       | Athlet               |
| ----- | ---------- | -------------------- |
| 1     | Kasachstan | Schänibek Qandybajew |
| 2     | Türkei     | Musa Gedik           |
| 3     | Iran       | Yousef Ghaderian     |

### Bis 85 kg
Die Wettkämpfe wurden am 15. August ausgetragen.
| Platz | Land       | Athlet           |
| ----- | ---------- | ---------------- |
| 1     | Russland   | Ruslan Adschigow |
| 2     | Ägypten    | Hamdy Abdelwahab |
| 3     | Usbekistan | Ruslan Komilov   |

## Jungen Freistil

### Bis 46 kg
Die Wettkämpfe wurden am 17. August ausgetragen.
| Platz | Land     | Athlet               |
| ----- | -------- | -------------------- |
| 1     | Russland | Aldar Balschinimajew |
| 2     | Iran     | Mehran Sheiki        |
| 3     | Armenien | Artak Howhannisjan   |

### Bis 54 kg
Die Wettkämpfe wurden am 17. August ausgetragen.
| Platz | Land          | Athlet            |
| ----- | ------------- | ----------------- |
| 1     | Japan         | Yuki Takahashi    |
| 2     | Aserbaidschan | Kənan Quliyev     |
| 3     | Türkei        | Mehmet Ali Daylak |

### Bis 63 kg
Die Wettkämpfe wurden am 17. August ausgetragen.
| Platz | Land          | Athlet              |
| ----- | ------------- | ------------------- |
| 1     | Russland      | Asamatbi Pschnatlow |
| 2     | Tadschikistan | Bachodur Kadirow    |
| 3     | Georgien      | Irakli Mossidse     |

### Bis 76 kg
Die Wettkämpfe wurden am 17. August ausgetragen.
| Platz | Land               | Athlet            |
| ----- | ------------------ | ----------------- |
| 1     | Türkei             | Resul Kalaycı     |
| 2     | Vereinigte Staaten | Jordan Rogers     |
| 3     | Usbekistan         | Diyorbek Ergashev |

### Bis 100 kg
Die Wettkämpfe wurden am 17. August ausgetragen.
| Platz | Land          | Athlet                         |
| ----- | ------------- | ------------------------------ |
| 1     | Aserbaidschan | Əli Məhəmmədov                 |
| 2     | Kuba          | Abraham de Jesús Conyedo Ruano |
| 3     | Indien        | Satywart Kadian                |

## Mädchen Freistil

### Bis 46 kg
Die Wettkämpfe wurden am 16. August ausgetragen.
| Platz | Land     | Athletin     |
| ----- | -------- | ------------ |
| 1     | Japan    | Yū Miyahara  |
| 2     | Moldau   | Iulia Leorda |
| 3     | Finnland | Petra Olli   |

Laura Mertens aus  Deutschland unterlag im Kampf um Bronze und belegte den 4. Platz.

### Bis 52 kg
Die Wettkämpfe wurden am 16. August ausgetragen.
| Platz | Land                | Athletin            |
| ----- | ------------------- | ------------------- |
| 1     | Aserbaidschan       | Patimət Bəhəmmədova |
| 2     | Volksrepublik China | Yuan Yuan           |
| 3     | Usbekistan          | Nilufar Gadoyeva    |

### Bis 60 kg
Die Wettkämpfe wurden am 16. August ausgetragen.
| Platz | Land     | Athletin                  |
| ----- | -------- | ------------------------- |
| 1     | Mongolei | Baatarsorigiin Battsetseg |
| 2     | Indien   | Poota Dhanda              |
| 3     | Russland | Swetlana Lipatowa         |

### Bis 70 kg
Die Wettkämpfe wurden am 16. August ausgetragen.
| Platz | Land     | Athletin        |
| ----- | -------- | --------------- |
| 1     | Kanada   | Dorothy Yeats   |
| 2     | Südkorea | Moon Jin-ju     |
| 3     | Ukraine  | Karyna Stankowa |

Martina Kuenz aus  Österreich belegte den 5. Platz.